# 索斯機械獸V
《索斯機械獸V》（香港譯《索斯機械獸V》）是一部日本電視動畫，為機獸系列的第五輯，但與以前的四輯沒有直接關係。該動畫由東京電視台及小學館製作，自2005年4月至2006年3月在東京電視台首播，共50集。2008年3月25日起在香港亞洲電視本港台首播。由於索斯機械獸動畫第2輯（ガーディアンフォース篇）是第1輯的延續，所以《索斯機械獸V》也可以當作該動畫系列的第4輯。
索斯機械獸第一、二部則於2002年7月8日在亞洲電視本港台首播，《索斯機械獸III》則於2003年3月21日在亞洲電視本港台首播，而《索斯機械獸IV》則於2006年10月3日在亞洲電視本港台首播。

## 故事背景
遙遠的未來，行星Zi因為突然的地軸變動。這個前所未有的地軸變動與災害侵襲大地。都市被海水淹沒，南方的島嶼變成極地，海底變成高山，平原產生巨大的裂逢，睡眠火山也開始噴火，天空被灰色籠罩。人類在這場大災難面前束手無策，雖然他們辛苦所建立的文明毀於一旦。但在數千年過去並沒有滅亡。這場災難倖存下來的人們的後代在各地建立起新的文明，都市間的漸漸開始交流。曾經的大災難，現在稱之「眾神之怒」成為神話。但能證明這不單純是虛構的神話的證據有兩個：現在各地殘留的仍在運作着的巨大的設施"生化器"；還有大變動前就存在着的也就是現在從各地發掘出的仍活動着的機械生物機械獸 。這個故事講述的是不屈於災害後所引發的戰爭，而且持續戰鬥的戰士們編織勇氣、信賴、友情、熱血的傳説故事。

## 故事簡介
在Zi行星有一群被稱為機械獸的金屬生物體，機械獸有些擁有驚人戰鬥力，但牠們必需得到由特別發電機產生的紅色凝膠才可運作。該行星在古代曾經存在超高科技文明，卻發生一場被稱為「眾神之怒」的災難毀滅Zi行星的所有文明，當時有一部份人類逃到天空上建立天空之都。殘留在地上的人類失傳那些超高科技，經過許多世代後，古代的事件和天空中的人變成傳說，而現今人們找到的機械獸就是古代文明的遺物。
某天一個名叫迪加魯特的帝國在十多年前與天空之都訂立條約取得天空之都的科技生產機獸，然而迪加魯特帝國不知為何開始變得強大積極侵略其它的國家。故事主角魯治住在美洛都村，村民從水中打撈出一隻名叫村雨長牙獅的機械獸。不久迪加魯特帝國軍前來襲擊美洛都村，魯治雖然成功操控村雨長牙獅擊退迪加魯特帝國軍。可是村民依賴的樹狀發電機被迪加魯特帝國軍給破壞。魯治為了使美洛都村可以繼續生存，他與擁有機獸的勒金(國家被迪加魯特帝國給毀滅的基特藩國的前國王)和蕾美(國家被迪加魯特帝國給毀滅的基特藩國的前公主)離開村莊到處找尋懂得修理發電機的技師。魯治在尋找發電機技師的旅途上遇到歌特娜、加拉加等同伴，也目睹更多迪加魯特帝國軍的侵略行徑。後來魯治明白即使找到可以修理發電機的人，迪加魯特帝國軍一定會再次侵略美洛都村，只要迪加魯特帝國軍的侵略永不停止，那麼全世界就會陷入無止盡的戰爭中。魯治決定要打倒迪加魯特為首要目標要讓戰爭劃下休止符，眾人決定將由勒金成為討伐軍的領導人並且號召各地反迪加魯特帝國的志士與人民加入他們組成討伐軍展開全面抗爭。後來魯治等人發現天空之都其實是為了取得紅色凝膠而跟迪加魯特帝國展開交易，同時採取些措施防止迪加魯特對己方構成威脅，但是他們派遣到迪加魯特的人竟然會叛變發動攻擊毀滅天空之都，於是魯治等人與對抗迪加魯特帝國的戰鬥即將展開。

## 登場角色

### 迪加魯特帝國的討伐軍
迪加魯特帝國討伐軍在故事中段成立，由魯治等人及世界各地的反迪加魯特帝國的人士所組成，藉以易守難攻的滋利城為根據地。後來眾人發現迪加魯特帝國的統治者真是真正引發戰爭的幕後黑手，因此爭取迪加魯特帝國的所有人民的支持把部隊更名為真討伐軍。
- 魯治·化米倫

配音：平田宏美；香港配音：譚淑英
故事主角，故事01话登場。居住美洛都村的少年，駕駛村雨長牙獅，富有正義感、善良，視力特別很好。自己生來就不能控制機械獸，但向村雨長牙獅的大刀許願希望能夠操控機械獸保護村莊，所以村雨長牙獅選擇自己當做操作牠的駕駛員。雖然駕駛村雨長牙獅的技術優良，卻不會操作村雨長牙獅之外的機械獸。
- 勒金

配音：松山鷹志；香港配音：黃志成
故事01话登場。駕駛鋼劍戰狼。個性非常成熟、善良和聰明的領導者，對下屬的表現出同情和關心，也很敏銳並且察覺隆是天空都市的人的身份
真實身分為基特藩國的國王，也是蕾美的叔叔，更是前任王妃基特藩國的米莉的兄長，曾和好友雷(亡妹米莉的丈夫)一同扶養姪女蕾美，在好友雷在戰鬥中陣亡後就獨自照顧蕾美，當時在面對迪加魯特帝國侵略自己的國家時雖然己方有能力一戰，卻為了避免增加犧牲而選擇放棄抵抗選擇流亡外地，結果使迪加魯特帝國更為強大連同侵略地更加熾盛，也讓自己成為被行刺的目標。當迪加魯特帝國繼續侵略其他的國家後對這個決定為此感到很自責，然後接受眾人的推舉成為討伐軍的領導人。
- 蕾美

配音：古山貴實子；香港配音：魏惠娥
故事01话登場。駕駛長槍麋鹿的女孩，勒金的姪女，稱勒金為爺爺。有點很務實、精力充沛、偶爾憤世嫉俗，個性很魯莽而且容易發怒，經常與不同意自己的人打架，雖然表現得很強勢，但有時實際上很情緒化。
真實身分為基特藩國的公主，從小母親米莉早逝由父親雷與叔叔勒金扶養長大，當父親雷在戰鬥中陣亡後與叔叔勒金相依為命，在國家被入侵與滅亡後與叔叔勒金四處流浪，很擅長叔叔勒金所傳授的防身術，自稱是叔叔勒金的護衛，對情感方面與料理很不擅長(只會用燒烤來料理食物)，在故事初期對路吉有好感卻總是對他有點毒舌、不坦率，也不喜歡歌特娜親近魯治。
- 歌特娜

配音：伊藤靜；香港配音：張雪儀
故事04话登場。駕駛彩虹聖雀，居住在阿鞅魯庫村刺客家「瑪奇利」的少女，雖身都有一隻白鳥庫魯庫隨著著自己。服裝裡面隨身都攜帶大量做為刺客專用的武器，她的機械獸彩虹聖雀可以飛上天空在偵察及運輸上非常有幫助。
有一個名叫麗娜的雙胞胎妹妹，由於阿鞅魯庫村為了保護村莊的秘密不被外人給發現的規矩，加上出身在「瑪奇利」族當中最強的人必須要斬斷親情才能生存，因此選擇離開故鄉藉此保護妹妹麗娜，雖然自稱對阿鞅魯庫村沒有美好的回憶，但與妹妹麗娜一起度過美好的時光來忘記不好的回憶。
之後駕馭彩虹聖雀經常四處旅行，後來長期待在清十郎的故鄉中，在哈拉瓦都市遇到魯治，為了報答魯治的出面幫助於是跟他一起尋找發電機技師。之後和勒金一起回到故鄉卻發現故鄉早已被迪加魯特帝國給佔據。在摧毀迪加魯特帝國的軍備設施後就再度逃離，後來為了打倒迪加魯特帝國要喚醒狂雷天龍到天空都市不得不再次返回故鄉。後來從妹妹麗娜口中獲知故鄉被迪加魯特帝國給毀滅下與她一起喚醒狂雷天龍，後來與魯治等人成功討伐迪加魯特帝國的皇帝真。
歌特娜並不是本明，真實名字「娜庫卡普郝加路特迪奇」是上古文明為解開狂雷天龍的封印所流傳的密碼。
- 雷鳴加拉加

配音：三宅健太；香港配音：黎家希
故事05话登場。駕駛死亡金剛，有着豪放磊落的性格。很喜歡歌特娜卻受到她的拒絕回應。曾是反迪加魯特帝國的游擊隊首領，在自己的城市遭到迪加魯特帝國給毀滅後與同伴們輾轉各地繼續着抗爭。但是反抗組織還是在迪加魯特帝國的攻擊下被毀滅(但同伴們後來還活著加入反抗迪加魯特帝國軍，在40話重逢)。在遇到魯治等人後後加入他們繼續反抗迪加魯特帝國。
- 隆·曼加

配音：谷山紀章；香港配音：何偉誠
故事06话登場。駕駛劍竹熊貓。反迪加魯特帝國游擊隊的成員，比加拉加很擅長謀略方面。真實身分來自天空之都的人民(後來由魯治知道這件事)。雖然天空之都與迪加魯特存在合作關係，不過天空之都也有人擔憂迪加魯特帝國終有一日會成為禍患的緣故選擇支持地上的反迪加魯特帝國的討伐軍。
- 清十郎

配音：津田健次郎
故事10话登場。駕駛魂虎的劍士，被稱為世上最強的機械獸駕駛員，劍術高超。曾在武鬥大會上有十連霸的優勝記錄。原本為了名利而參加武鬥大會，但在一次的戰鬥中失手殺害自己的弟子吉柔後就退出比賽，此後對金錢與名利沒有任何的興趣，將旅途繼續下去僅僅是為了磨練自我。有非常的重感情，只要受到別人的恩惠就絕對不會忘記。在遇到路吉後就成為指導跟訓練他的劍術和戰鬥技術的師傅。雖然患有肺部重病使歌特娜特別很關心自己，最後被天空之都的人用醫療技術治好自己的病。

### 迪加魯特帝國
- 真（或譯金）

配音：中村秀利
故事11话登場。駕駛生化暴龍，迪加魯特帝國軍的總司令，軍階是大將。雖然擁有傲慢的個性，不過非常很聰明與狡詐的個性，可是自身的慾望極大總是將別人視為工具(就算是部下也不例外)。對背叛自己的人毫無顧忌地消滅對方(即使是中立或是盟軍也都一樣)，駕駛機械獸的技術精湛。
真實身分為迪加魯特帝國的前任國王拉那達三世的養子亦是天空之都送往迪加魯特帝國的俘虜。
原本是天空都市的子民，後來被交給迪加魯特帝國的前任國王拉那達三世當作兒子撫養成人，藉以增加天空都市對迪加魯特帝國的影響力，特地借助賽林的才能來達成自己的目的。然而自身想要統治世界的慾望與智慧被天空都市的人民大過低估，因此背叛故鄉天空都市，在毒害養父後繼承王位升為元帥還自封武帝真一世和為神。最後被魯治等人成功討伐。
- 賽林

配音：松本保典
故事2话登場。駕駛生化烈龍，迪加魯特帝國的少將，但後來升為中將，是真的直屬部隊獨立軍的司令官。很喜歡釣魚。
在美洛都村與魯治的戰鬥中意外摧毀美洛都村的發電機。自己居住的地方在多年前被迪加魯特給佔領，卻因為擁有操控機獸的能力而加入迪加魯特軍。曾在討伐軍成立不久時看穿勒金的計劃，讓討伐軍起初在霧之河的戰役中陷入劣勢。故事後期因發現機械獸的秘密，加上發現迪加魯特只是利用靈魂操控機械獸（包含成為俘虜，但靈魂卻仍然活著的人）讓自己的朋友也都成為犧牲品，因此對此反感於是叛離迪加魯特投向討伐軍。
- 基奧古

配音：石井康嗣
故事12话登場。迪加魯特帝國的軍人，駕駛生化三角龍的駕駛員，迪加魯特帝國的少將，左手裝有義肢槍。駕駛機獸技術高超，為了達成目的使出不擇手段對違抗自己的人都會處決他們，要求部下達到最高的標準，甚至不惜犧牲自己的士兵與部下來完成自己的使命，不分青紅皂白地向對手與自己人發動攻擊，是唯一一個沒有背叛真的人。
在首次的戰鬥中被前任基特藩國的領主勒金給打成重傷，後來被迪加魯特帝國用天空之都的醫療技術給療傷好，再次跟勒金的對戰時被魯治的疾風長牙獅給擊倒到連自己的機械獸也被摧毀，最後以生化兵的姿態復出戰場，將賽林當作是為背叛者，最後在跟勒金的戰鬥中以自殺式的攻擊中被擊殺。
- 菲露美

配音：兵藤まこ
生化翼龍的駕駛員，迪加魯特帝國的女軍官，軍階為上校，但後來升為少將，與戈蠧娜產生對峙與敵意，曾和隆是朋友關係，平時很會照顧蘇奧達，個性很高超然，除了會做自己認為感到很興奮的事之外並沒有真正的個性和動機與興趣。在無聊時通常會沐浴來放鬆，擁有潔癖的個性。
在故事中段21话登場。和真與隆都是由天空都市的子民。原本要限制住迪加魯特帝國軍的軍事成長，但是後來不但將噴射裝置的設計圖交給真，還帶指揮生化翼龍部隊轟擊討伐軍的根據地滋利城與攻擊自己與真的故鄉天空都市（天空之都），即使毀掉自己的故鄉天空都市也都毫無悔意與悔改。直至真宣布他為神，發現賽林毀掉迪加魯特帝國的軍備設施引起真的注意後決定救走賽林，但自己並沒有跟著賽林加入討伐軍。決戰中在解救加入討伐軍的蘇奧達時，操作機械獸生化翼手龍被真的生化暴龍以特裝型長槍麋鹿的長槍（生化劍龍前足上的利刃）給刺穿擊落。
- 蘇奧達（索太）

配音：深水由美
24话登場。前期駕駛生化劍龍，後期駕駛綠白塗裝的長槍麋鹿的駕駛員。迪加魯特帝國的少年軍官，軍階為上尉。登場時與菲露美一起。起初非常的很任性總是提出無理的要求，而且很依賴菲露美。故事後期自己的機械獸在進攻滋利城時被魯治給摧毀，雖然保住性命卻失去記憶，連自己的名字也記不起。在附近流浪時被討伐軍給收留被認出是敵人後成為俘虜，由蕾美給取名銀。失憶後性格變得善良但在努力恢復記憶之際找到菲露美，卻聽到菲露美說自己只是她的玩具的同時差點喪命，事後受到魯治等人的感化因此加入討伐軍。
- 保勒

迪加魯特的少將，是賽林在軍校受訓時的教官。在迪加魯特帝國討伐軍攻破杜拉夫城後成為俘虜，雖然當地人雖然不喜歡迪加魯特帝國，但自己對紳士作風的印象良好受到勒金的釋放。後來與迪加魯特帝國討伐軍合作呼籲各地的迪加魯特帝國的軍隊和人民與討伐軍聯手對抗真。

## 機獸
在本故事中，Zi行星上的人類不懂得製造機獸，大部分機獸都是從地底或水底找出來的。迪加魯特帝國從天空之都取得遠古科技，製造出生化機獸。
- 死亡翼龍 （DECALTO DRAGON）

編號：GZ-017
駕駛員：隆在天空之都的上司帕拉
簡介：攻擊力強大，前足上的炮台可發射光線砲，直接殲滅生化機獸。
- 狂雷天龍（GILDRAGON，或譯毀滅之龍）

編號：GZ-018
駕駛員：歌特娜及阿銀（索太）
簡介：在本故事中最巨大的飛行機獸，型態和Zoids五大巨獸之一的黑鷹相似。由於十分巨大，所以需要兩名駕駛員。口部能發出一個球狀體攻擊敵人，全身都設有炮台。在本故事中只擔任從天空之都運送里奧金屬製的彈藥到地面的工作。
狂雷天龍是發生在「眾神之怒」的災難毀滅Zi行星的所有文明時被當作載滿幸免於難的人類逃到天空上建立天空之都的飛行機獸，其中一頭狂雷天龍在長年久失修的緣故沉入海底，最終落入加藤市的手上。另一頭狂雷天龍被阿鞅魯庫村的人給封印起來。阿鞅魯庫村的刺客「瑪奇利」為了不讓狂雷天龍甦醒過來因此創造出雙重的鑰匙(分別在狂雷天龍的內部與外部)，要讓狂雷天龍甦醒的方式要在它的內部與外部同時傳達「瑪奇利」的首頂與配偶的真實姓名，後來到現今由歌特娜與她的雙胞胎妹妹麗娜一起喚醒，之後被迪加魯特帝國的討伐軍當作是運送里奧金屬製的彈藥到地面的運輸機，當迪加魯特帝國摧毀天空都市時被用來疏散城市的天空都市的人民，但在逃跑中受損失去一半的翅膀卻仍然能夠著陸，之後無法使用。
- 爆擊蝙蝠（ZABAT）

編號：GZ-006
簡介：天空都市的無人駕駛機，戰鬥力及空戰火力都不高。翅膀上的炮管可發射光線砲，直接殲滅生化機獸。
- 閃電奔狼（COMMANDWOLF，或譯機動奔狼）

編號：GZ-003
簡介：本故事的為咖啡色，背部配備機槍。響應勒金號召，加入反迪加魯特的機體之一，戰鬥力低。
- 巨刃長牙虎（BRASTLE TIGER）

編號：GZ-009
駕駛員：嘉寶露、鐵澤
簡介：吸收大氣的熱能，經核心壓縮，再從身上有多支炮射出超高溫光線砲。雖沒有搭載里歐武器，但其所佩帶的多支超高溫光線砲，能直接把生化機獸的裝甲熔化或射向地表，把地表上的岩石熔化成熔岩。發射後要花一定時間從新吸收大氣的熱能，才能再度發射。全砲發射被嘉寶露稱為巨刃長牙虎的絕招。本故事有兩種不同顏色的巨刃長牙虎，嘉寶露的巨刃長牙虎為銀色和藍色，鐵澤的巨刃長牙虎為黑色和紅色。
- 重裝魔狼（Konig Wolf MKII，或譯雪狼、狙擊王狼）

編號：FZ-002
駕駛員：婆婆
簡介：一隻狙擊型機獸。頭部配備了狙擊望遠鏡，可以遠距離瞄準敵人。背部配備CP-22雙管型狙擊槍，可以遠距離射擊敵人。以及在前腳上配備CP-23五聯裝AZ導彈發射器，作為近距離對付敵人。本故事的重裝魔狼為咖啡色。
- 萬足蜈蜙（CONNECTES）

編號：GZB-006
簡介：一般作為運送貨物（武器）用的。貨櫃箱設置在萬足蜈蜙的背上，貨櫃箱可以自由移除。
- 大型運輸型萬足蜈蜙（暫譯）

簡介：較一般萬足蜈蜙為大。自身已經是貨櫃箱，以貨櫃箱作為身體，由一排貨櫃箱互相連繫，作為運送貨物（機獸）用的，一般為灰色。
- 劍齒虎（SABER TIGER）

編號：EZ-016
簡介：本故事的劍齒虎有紅色和灰黑色兩種類型的機獸。
- 古王長毛象（ELEPHANDER）

編號：EZ-038
簡介：本故事的古王長毛象為啡色。
- 長槍麋鹿（LANSTAG）

編號：GZ-012
簡介：右邊設有長槍，左邊設有盾，頭部設有麋鹿角。和蕾美的長槍麋鹿不同的是，以上武裝都不是以里奧金屬造的。主要顏色為白色和藍色。
- 特裝型長槍麋鹿（LANSTAG LC）

駕駛員：阿銀（索太）
簡介：顏色與生化劍龍相似，把生化劍龍前足上的利刃取代原本長槍麋鹿的長槍。
- 要塞龜（CANNON TORTOISE，亞視譯雷射龜）

編號：RZ-013
簡介：本故事的要塞龜有啡色和綠色兩種類型的機獸，背部配備大炮，一般作為訓練用的。有一些要塞龜在背部大炮上還外置強化套件CP-05的大炮。
- 高速影狐（SHADOW FOX）

編號：RZ-046
簡介：本故事的高速影狐為黃色，配備連射炮。
- 輸送列車蟲（MOONBAY'S GUSTAV）

編號：ZI-025
簡介：本故事的輸送列車蟲為啡色，一般作為運送貨物（武器，機獸）用的。
- 重裝天蠶（MOLGA CANORY）

編號：GZ-001
簡介：本故事的重裝天蠶為綠色，一般在背部配備了外置強化套件CP-07的大炮。
- 奇襲毒蠍（GUYSACK）

編號：RZ-002
簡介：本故事的奇襲毒蠍為啡色，尾部配備了機槍。
- 兜型蟲索斯獸（獨角仙型索斯獸，GUNBEETLE）

編號：GZB-001
主要駕駛員：無敵團
簡介：型態像獨角仙，體型相當小。特徵為頭部有兩隻巨大的角，上面的角較大，下面的角較細，上下兩隻角形成垂直剪刀型的鉗，戰鬥力低。一般作為運送貨物用的。
- 揪型蟲索斯獸（GIRAFSWORDER）

編號：GZB-002
主要駕駛員：無敵團
簡介：型態像揪型蟲，體型相當小。頭部有橫向巨大剪刀型的鉗，配備了機槍，戰鬥力低。一般作為運送貨物用的。
- 蜻蜓型索斯獸（STEALTHCUTTER）

編號：GZB-003
簡介：型態像蜻蜓，體型相當小，能夠飛行，戰鬥力低。一般作為運送貨物用的。
- 蠍子型索斯獸（GUYSTING）

編號：GZB-004
簡介：型態像蠍子，體型相當小，背部配備了機槍，尾部為鉗，戰鬥力低。一般作為運送貨物用的。
- 蝗蟲型索斯獸（FEELESWORD）

編號：GZB-005
主要駕駛員：無敵團
簡介：型態像蝗蟲，體型相當小，戰鬥力低。一般作為運送貨物用的。
- 偵察蛇（STEALTH VIPER）

編號：RZ-020
簡介：本故事的偵察蛇為綠色。

### 里奧金屬的機獸
- 村雨長牙獅（MURASAME LIGER）

編號：GZ-010
駕駛員：魯治·化米倫
特性：生命力極強，就算機獸核心被破壞，核心都能夠自行復原。
簡介：背部佩帶著一把大刀，刀上刻有村雨二字。能夠進化（轉變）成疾風長牙獅或無限長牙獅兩種型態。
里奧金屬：背部佩帶的一把刻有村雨二字的大刀。
- 疾風長牙獅（HAYATE LIGER）

編號：GZ-015
駕駛員：魯治·化米倫
特性：速度快，攻擊力一般。
簡介：在對付生化三觭龍時初次登場，由村雨長牙獅進化而成，前臂佩帶著兩把短刀，兩把刀上都刻有疾風二字。
里奧金屬：前臂佩帶的一把刻有疾風二字的大刀。
- 無限長牙獅（MUGEN LIGER）

編號：GZ-016
駕駛員：魯治·化米倫
特性：兩把大刀，攻擊力強，防禦力強。
簡介：在對付生化劍龍時初次登場，由村雨長牙獅進化而成，背部佩帶著兩把大刀，右邊一把較長，左邊一把較短。較短的是村雨的大刀，刀上刻有村雨二字；較長的是進化成無限長牙獅時遣生出來的大刀，刀上刻有無限二字。
里奧金屬：背部佩帶的一把刻有村雨二字的大刀和一把刻有無限二字的大刀、裝甲
- 死亡金剛（DEADLY KONG）

編號：GZ-014
駕駛員：雷鳴加拉加
特性：擁有兩個機獸核心，一個在死亡金剛的胸部位置，另一個在背部的棺材內，就算其中一個核心被破壞，機獸仍然能夠繼續活動。
簡介：背部佩帶著一個棺材，棺材內有兩隻爪能攻擊敵人，還能從棺材內拿出許多不同種類的里歐製武器。左手前臂的大爪被繃帶包裹。當解開繃帶後，左手前臂的大爪就會外露，死亡金剛就會失控，消滅眼前所有機獸（敵友不分），除非把眼前所有機獸全部消滅或用盡體內的紅色凝膠，否則活動是不會停止。
里奧金屬：棺材內不同種類的武器、棺材內的兩隻爪和左手前臂的大爪
- 長槍麋鹿（LANSTAG）

編號：GZ-012
主要駕駛員：蕾·美
特性：不明
簡介：右邊設有長槍，左邊設有旋轉盾。可以利用麋鹿角夾殺敵人或直接刺向敵人。主要顏色為白色和橙色。
里奧金屬：長槍，旋轉盾和麋鹿角
外置強化套件：CP-B 鹿角，可以直接刺向敵人。在動畫第27集由輸送列車蟲從西方運送過來。
- 劍竹貓熊（BAMBURIAN，亞視譯劍竹熊貓）

編號：GZ-013
駕駛員：隆
特性：不明
簡介：二肩佩帶輪子及輪子上有小刀，背部佩帶一個炮台，炮台裝著竹彈，竹彈裝著無數發里歐製成的霰彈，把竹彈發射出去後，竹彈頭會打開，竹彈頭內的里歐製成小型導彈會發射出去。殺傷力驚人，能有效殲滅敵方大部隊。
里奧金屬：里歐製成的霰彈
外置強化套件：CP-C 雙槍，雙槍可以發射出去刺穿敵人。在第27集由輸送列車蟲從西方運送過來。
- 鋼劍戰狼（SWORD WOLF）

編號：GZ-007
駕駛員：勒·金
特性：攻擊力強
簡介：背部上佩備兩把大刀，右邊佩備的大刀為直切，左邊佩備的大刀為橫切
里奧金屬：背部佩帶的兩把大刀
外置強化套件：CP-A 狼劍，取代右邊的直切大刀。為「右邊的直切大刀」的巨大化版，顏色為金色。能夠斬出劍氣，把生化猛龍的正面垂直斬開一半。在第27集由輸送列車蟲從西方運送過來。
- 彩虹聖雀（RAINBOW JERK）

編號：GZ-011
駕駛員：歌特娜
特性：不明
簡介：飛行時以里歐製成的翅膀切裂敵人，孔雀尾展開時可發出「帕拉庫拉依斯」聲光衝擊波，使敵方機獸神經癱瘓，不能操控。是討伐軍之中惟一可進行空戰的機獸。翅膀上佩帶離子加速器。
里奧金屬：羽毛
外置強化套件：CP-A 孔雀推進器（離子加速器），能夠迅間加速，使用後速度比生化翼手龍還要快。在第27集由輸送列車蟲從西方運送過來。
- 極速猛虎（SOUL TIGER，或譯魂虎）

編號：GZ-008
駕駛員：清十郎
特性：速度快
簡介：
里奧金屬：前臂的大爪
外置強化套件：CP-C 白虎推進器，能夠加快魂虎的速度。在第27集由輸送列車蟲從西方運送過來。

### 生化機獸
- 生化猛龍（BIO RAPTOR）

編號：GB-006
駕駛員：生化兵
簡介：流體金屬裝甲可承受光線及火砲武器，口部可以發射類似火焰的東西來攻擊敵人。是迪加魯特機獸部隊的主力部隊，屬於量產機型。隊長機通常是顏色較深的生化猛龍或大猛龍。
- 生化巨龍（BIO MEGARAPTOR，或譯巨型生化猛龍，亞視譯生化大猛龍）

編號：GB-001
主要駕駛員：賽林
簡介：是生化猛龍的巨大化版。顏色、武裝和型態與生化猛龍相同，但威力及體型是生化猛龍的數倍。後足二側加裝大型推進器，速度較快而且能夠輕易跑上陡峭的巖壁，口部可以發射類似火焰的東西來攻擊敵人。初次登場，一瞬間就消滅了傭兵部隊的十架古王長毛象。
- 生化三觭龍（BIO TRICERA）

編號：GB-004
主要駕駛員：基奧古
簡介：兩隻前角能像鞭子一樣射出伸長，作為繩鞭攻擊敵人。口部可以發出一個球狀體，該球狀體會分裂成多個球狀體，攻擊敵人。還可以展開防護盾，保護自己。
- 生化翼手龍（BIO PTERA）

編號：GB-005
主要駕駛員：菲露美
簡介：是第一架空戰的生化機獸。能夠快速飛行，口部可以發射一個球狀體來攻擊敵人。
- 生化劍龍（BIO KENTRO）

編號：GB-003
主要駕駛員：索太
簡介：前臂佩帶著兩把長劍般的長刀，攻擊力極強，能完全尅制住疾風長牙獅的兩把短刀。背部上銳利的尖刺可以發射出去變成追尾型的導彈攻擊敵人。初次登場，就輕易地解決三架黃色高速影狐。
- 大猛龍（BIO MEGARAPTOR）

編號：GB-001
駕駛員：生化兵
簡介：是生化猛龍的巨大化版。流體金屬顏色為黑色，機件顏色有紅色或藍紫色。口部可以發射類似火焰的東西來攻擊敵人。一般作為隊長機，可向其他生化猛龍下達命令，性能及武裝與生化巨龍相同，屬於量產機型。
- 生化烈龍（BIO VOLCANO）

編號：GB-008
駕駛員：賽林
簡介：是生化巨龍的進化版，流體金屬顏色為紅色。胸部位置的紫色扁棘，打開後能夠發射生化離子炮攻擊敵人。全身都佈滿板狀紫色扁棘，能夠利用扁棘刺激敵人及承受里奧金屬武器的攻擊，後足兩側大型推進器增加設為三具，大大增強敏捷性能。
- 生化暴龍（BIO TYRANNO）

編號：GB-002
駕駛員：真
簡介：體型相當巨大。顏色為紫色及黑色。背部兩側肋骨加設多兩隻輔助爪，口部位置能夠發射怒之雷這個毀滅性的武器。黑色的流體金屬能承受里奧金屬武器的攻擊。
- 生化翼龍（RAPTOR GUI）

編號：GB-007
駕駛員：生化兵
簡介：根據生化翼手龍的設計圖製造的生化機獸。可飛行，掛載爆彈。是量產空用機體。

### 外傳小說出現機獸
本故事中未登場，但在雜誌「電擊連載」中的外傳小說以改造成特裝型的姿態登場
- 激戰野牛（CANNON FORT）

編號：GZ-002
- 戰鬥獵犬（HOUND SOLDIER）

編號：GZ-004
- 重甲犀牛（HEBBYRHIMOS）

編號：GZ-005

## 用語

### 里奧金屬（METAL ZI）
在Zi行星一般認為是最硬的礦物（鋼材）。利用里奧金屬做的武器，可以破壞生化機獸。
- 里奧金屬製的彈藥

里奧金屬的產物，利用里奧金屬製成彈藥，安裝在一般沒有佩帶里奧金屬武器的機獸身上，可以讓它們都能破壞生化機獸。

### 天空之都
保存舊文明的超高科技。浮在天空上，外形像水晶，設有防護盾保護自己。
- 天空人

發生「眾神之怒」的大災難後，乘搭「毀滅之龍」到天空之都居住的人。

### 粒子炮
一種光束破壞武器。
- 怒之雷（亞視譯神之雷）

一個球狀體，碰到敵人後會迅速彭漲，然後慢慢收縮，消滅敵人。
- 生化離子炮（亞視譯生化粒子砲）

只要被擊中就會發生大爆炸，即使只是被掃射到也會受損。

### 機獸核心
所有機獸身上都存有一個機獸核心，它是機獸的中樞系統，破壞了它，機獸不能再活動。

### 發電機
形狀很像樹，內部能夠分泌出紅色凝膠。在遠古的大災難後，天空之都的人為了將來返回地上居住，在地上裝置這些發電機去改進環境。發電機內部有一個類似機獸核心的東西。

### 生化兵
- 一般生化兵

為迪加魯特所製造，因為世上很少人能夠駕駛機獸，所以迪加魯特利用人的靈魂製造出生化兵，在生化機獸內絕對遵從上級指示行動，駕駛機獸。一般迪加魯特軍人以為這些生化兵只是機械人。
- 基奧古

機獸被魯治摧毀後，被迪加魯特改造成生化兵，樣貌與生前相似。與一般生化兵不同的是，他有自我的意識，而且可以向士兵或生化兵下達命令。左手保留義肢槍，腳板改造成像縮小了的生化猛龍腳板。

## 製作人員
- 監督：水野和則
- 系列構成：西園悟
- 原創理念設計：統月剛、小林治
- 人物設計：坂井久太
- 機械及道具設計：岩瀧智、常木志伸
- 美術監督：谷村心一（Studio Easter）
- 攝影監督：松田範雄
- 色彩設定：海鋒重信
- 編集：植松淳一（Production I.G）
- 音響製片人：南澤道義、西名武
- 音響監督：松岡裕紀
- 音響效果：今野康之、和田俊也（スワラ・プロ）
- 錄音調整：內田直繼
- 錄音：伊藤晉子
- 錄音工作室：HALF H・P STUDIO
- 音響製作擔當：伊藤巧
- 音響製作：HALF H・P STUDIO
- 音樂製片人：田中統英
- 音樂：中川幸太郎
- 動畫助手製片人：樋口靖洋
- 設定製作：島野真由美
- 數碼製片人：西山宗弘
- 動畫及3DCG製作：小學館Music & Digital Entertainment
- 製片人：中澤利洋、山口賴房
- 製作：小學館Production
- 東京電視台製片人：東不可止[1]

## 主題曲
片頭曲
作曲：D・A・I、作詞：川村サイコ、歌：Do As Infinity
片尾曲
「Real Love」（第1－28集）
　作詞：森由子、作曲：Jin Nakamura、歌：PARADISE GO!! GO!!
（第29－43集）
　作詞：森由子、作曲：YUPA、歌：蕾·美X歌特娜（古山貴實子、伊藤靜）
（第44－49集）
　作詞：marf、作曲：鳴瀬シュウヘイ、歌：蕾·美X歌特娜（古山貴實子、伊藤靜）
「夜鷹の夢」（最終話）
作曲：D・A・I、作詞：川村サイコ、歌：Do As Infinity（avex trax）

## 每集標題
1. 「襲撃」(Raid，襲撃)
2. 「生化機獸」(Bio Zoid，バイオゾイド)
3. 「出發」(Setting Off，旅立ち)
4. 「第一個地點」(City of Beginnings，はじめての街)
5. 「決鬥」(Duel，決闘)
6. 「山上的躲藏處」(Mountain Hideout，山のアジト)
7. 「悲嘆的山」(Mountain of Grief，嘆きの山)
8. 「地下水路」(Underground Water Passage，地下水路)
9. 「温泉之村」(Hot Springs Village，温泉の村)
10. 「迷惑」(Hesitation，迷い)
11. 「旅行的朋友」(Travelling Companions，旅の仲間)
12. 「潜入」(Infiltration，潜入)
13. 「支配」(Control，支配)
14. 「逃出」(Escape，脱出)
15. 「離散」(Dispersal，離散)
16. 「遇見」(Encounter，出会い)
17. 「發怒」(Anger，怒り)
18. 「聯合」(Reunion，合流)
19. 「紅蓮」(Crimson，紅蓮（ぐれん）)
20. 「決意」(Determination，決意)
21. 「歸鄉」(Homecoming，帰郷)
22. 「發誓」(Vow，誓い)
23. 「疾風」(Hayate，ハヤテ)
24. 「驕傲」(Arrogance，驕り)
25. 「進軍」(Advance，進軍)
26. 「霧之河」(River of Mist，霧の河)
27. 「東山再起」(Road to Recovery，再起への道)
28. 「傳説」(Legend，伝説)
29. 「秘密」(Secret，秘密)
30. 「魔鬼的森林」(Forest of Evil Spirit，魔物の森)
31. 「被留下了的人」(The One Left Behind，残された者)
32. 「天空人」(People of the Sky，ソラノヒト)
33. 「預兆」(Omen，予兆)
34. 「強襲」(Assault，強襲)
35. 「奇襲」(Ambush，奇襲)
36. 「墮落」(Fall Apart，ほころび)
37. 「來襲」(Invasion，襲来)
38. 「突撃」(Charge，突撃)
39. 「入城」(Enter the Fortress，入城)
40. 「生化粒子砲」(Bio Particle Gun，バイオ粒子砲)
41. 「政變」(Coup，政変)
42. 「密會」(Secret Meeting，密会)
43. 「鑰匙」(Key，鍵)
44. 「起飛」(Takeoff，離陸)
45. 「遺産」(Inheritance，遺産)
46. 「瓦解」(Fatal Flaw，瓦解)
47. 「離別」(Farewell，決別)
48. 「神之雷」(Divine Thunder，神の雷)
49. 「決戰」(Decisive Battle，決戦)
50. 「再生」(Rebirth，再生)

## 播放電視台
| 東京電視台系列 星期日 08:00 節目 | 東京電視台系列 星期日 08:00 節目              | 東京電視台系列 星期日 08:00 節目 |
| -------------------------------- | --------------------------------------------- | -------------------------------- |
|                                  | 索斯機械獸V （2005年4月10日 - 2006年3月26日） |                                  |
| 索斯機械獸IV                     | 牙 -KIBA-                                     |                                  |

| 亞洲電視本港台 星期一、二 17:00 - 17:30 節目 （2008年7月23日起因奧運關係改於星期一至日播出） | 亞洲電視本港台 星期一、二 17:00 - 17:30 節目 （2008年7月23日起因奧運關係改於星期一至日播出） | 亞洲電視本港台 星期一、二 17:00 - 17:30 節目 （2008年7月23日起因奧運關係改於星期一至日播出） |
| -------------------------------------------------------------------------------------------- | -------------------------------------------------------------------------------------------- | -------------------------------------------------------------------------------------------- |
|                                                                                              | 索斯機械獸V （2008年3月25日 - 2008年8月7日）                                                 |                                                                                              |
| 極速方程式 （星期一至五）                                                                    | 生命小故事 （星期一至五，大部分集數因直播奧運關係改於中午播出）                              |                                                                                              |
| 星期六、日 09:00 - 09:30 節目（2009年6月20日起改為逢星期六）                                 |                                                                                              |                                                                                              |
| 遊戲王V - 怪獸之決鬥 （重播）                                                                | 索斯機械獸V （重播） （2009年3月22日 - 2009年12月12日）                                      | 湯馬仕小火車 （09:00 - 09:15） 建築師巴布 （09:15 - 09:30）                                  |

## 外部連結

### 官方網站
- 東京電視台索斯機械獸5官方網頁 （页面存档备份，存于）
- ゾイド The History of TV ANIMATION
- ゾイドジェネシス

### 其他網站
- ゾイド格納庫 メインページ （页面存档备份，存于）